# Elemento strutturante
Un elemento strutturante, 
nella  morfologia matematica, è una forma, usata per sondare o interagire con una data immagine con lo scopo di trarre conclusioni su come questa forma si adatta o no delle forme nell'immagine.
È usata in operazioni morfologiche quali la dilatazione, l'erosione, l'apertura e la chiusura come nella trasformazione hit-or-miss.
Secondo Georges Matheron, la conoscenza a riguardo di un oggetto (come una immagine) dipende dalla maniera in cui lo si indaga ed osserva.
In particolare la scelta di una certa operazione morfologica influenza l'informazione che si può ottenere.
Ci sono due principali caratteristiche che sono direttamente correlate, la forma e la dimensione.

## Forma
A seconda della forma scelta (una linea, un anello...) si possono differenziare oggetti o parti di essa dagli altri a seconda della loro forma o della loro orientazione spaziale

## Dimensione
Impostando la dimensione dell'elemento strutturante è simile all'impostazione della scala di osservazione e l'impostazione del criterio di differenziare oggetti immagine o caratteristiche in base alle dimensioni.